# Nikita Panin
Se även Nikita Petrovitj Panin.

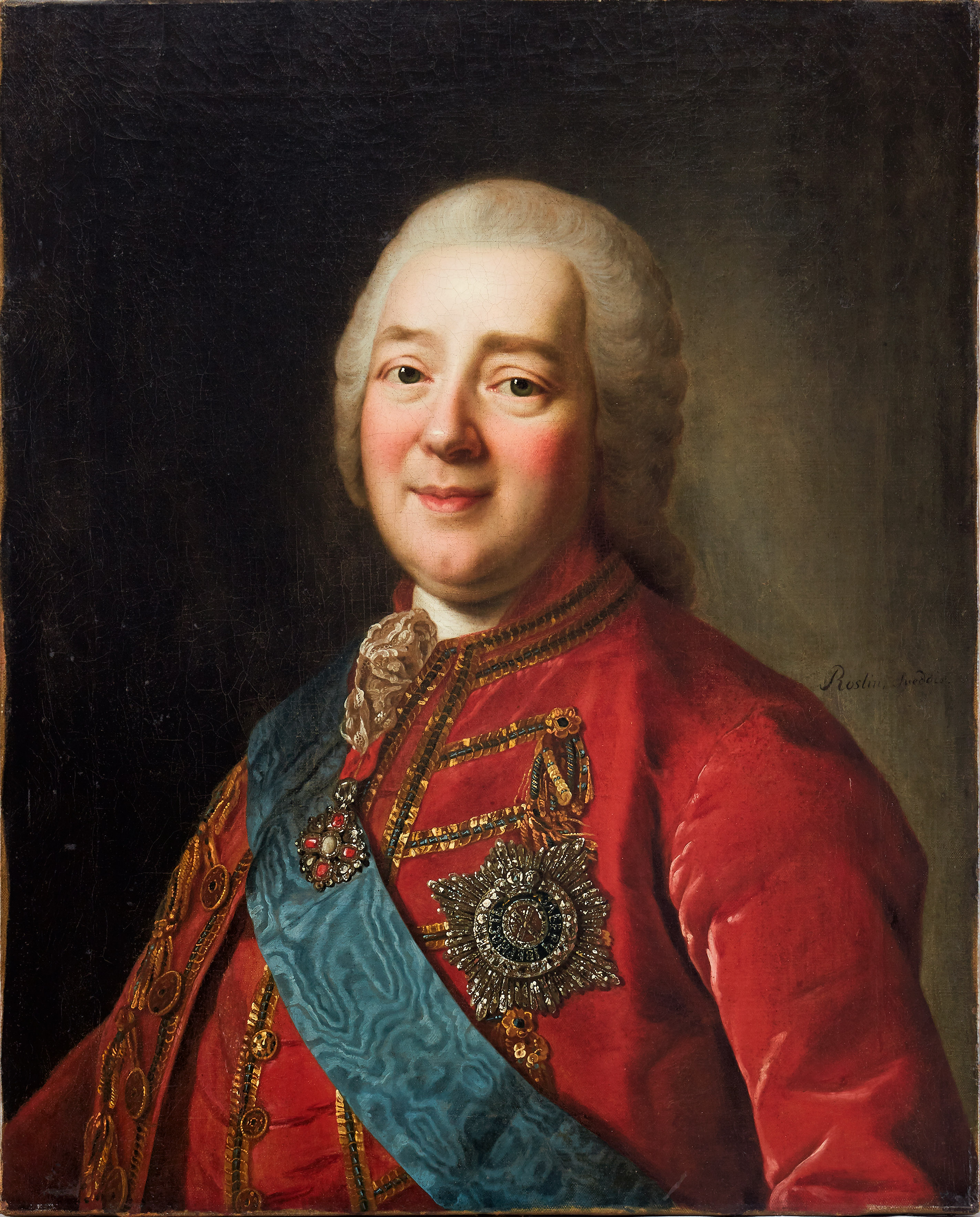
Nikita Panin iklädd röd rock med ryska Sankt Andreas ordens kraschan samt band, runt halsen syns den ryska Sankt Annas ordens kommendörskors. Målning utförd ca 1775 av Alexander Roslin.

Nikita Ivanovitj Panin (ryska: Ники́та Ива́нович Па́нин), född 29 september 1718 i Danzig, död 11 april 1783 i Sankt Petersburg, var en rysk greve (1767), politiker och diplomat, bror till Peter Panin.

## Biografi
Panin var ryskt sändebud i Stockholm 1748-59 där han hade goda förbindelser med mösspartiet. År 1762 deltog han i Katarina II:s statskupp och var sedan  utrikesminister 1762-81. 
Hans ideal var ett samarbete mellan nordliga stater för att skapa en motvikt gentemot de sydliga katolska länderna.
Panin var en av de mest lärda och förekommande ryssarna för sin tid. Katarina kallade honom sin encyklopedi. Earlen av Buckinghamshire förklarade honom vara den mest älskvärda förhandlare han någonsin träffat. Han hade också en humanistisk disposition och var en vän av liberala institutioner. Av naturen sybarit, såg han till att få den bästa kocken i huvudstaden, och hade för kvinnorna en oemotståndlig attraktion, men blev trots detta aldrig gift.